# Округ Пуласки (Мисури)
Округ Пуласки (енгл. Pulaski County) је округ у америчкој савезној држави Мисури.

## Демографија
По попису из 2010. године број становника је 52.274, што је 11.109 (27,0%) становника више него 2000. године.
| Група             | 2000.          | 2010.          |
| Белци             | 31.200 (75,8%) | 37.863 (72,4%) |
| Афроамериканци    | 4.935 (12,0%)  | 5.984 (11,4%)  |
| Азијати           | 936 (2,3%)     | 1.346 (2,6%)   |
| Хиспаноамериканци | 2.404 (5,8%)   | 4.705 (9,0%)   |
| Укупно            | 41.165         | 52.274         |